# Fugas

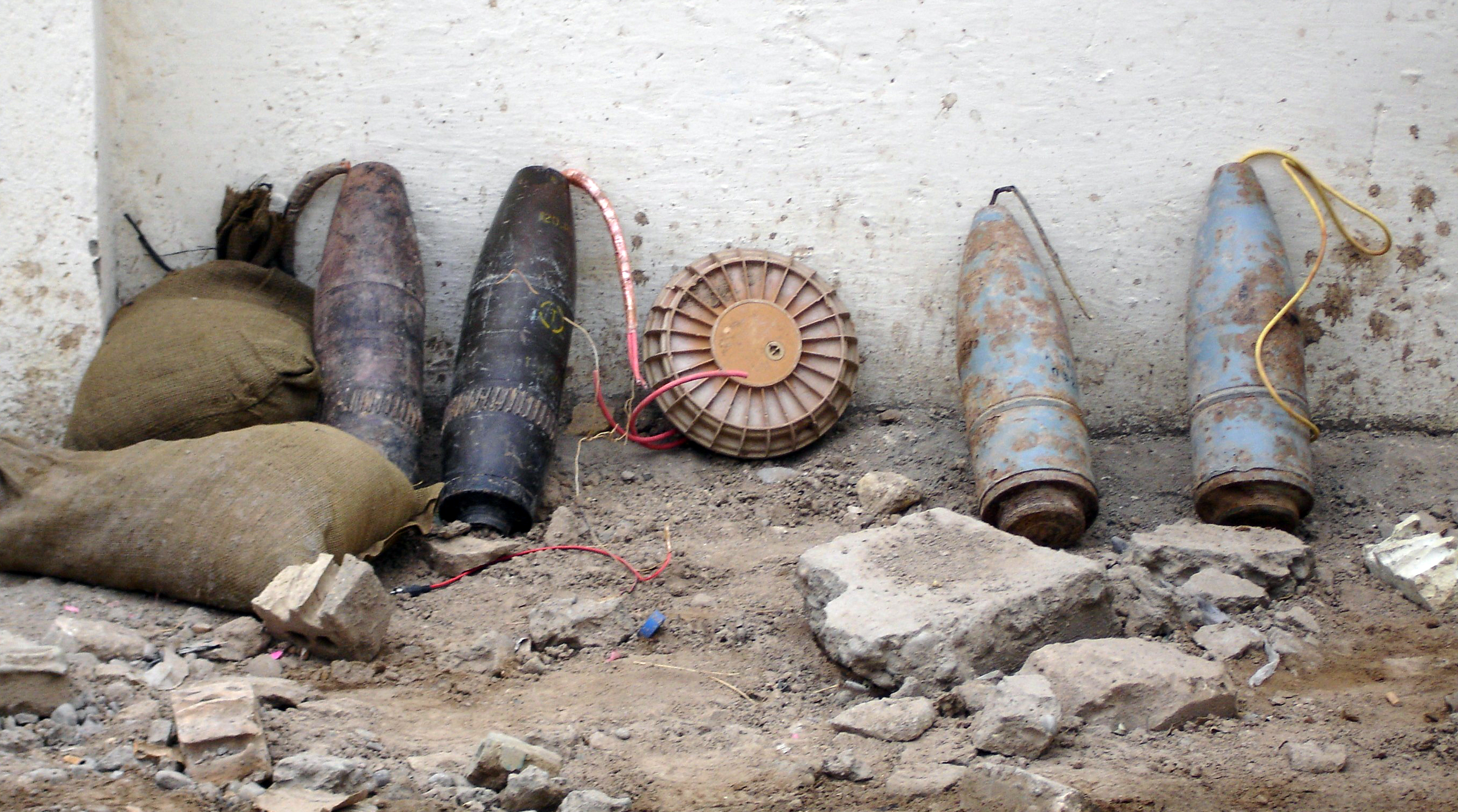
Fugasy znalezione w Bagdadzie

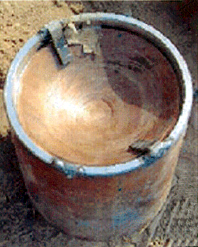
IED znaleziony w Iraku. Wklęsła kształtka z miedzi zamienia się w czasie detonacji w penetrator i spełnia rolę ładunku kumulacyjnego.

Fugas (z fr. fougasse) – improwizowana, prowizoryczna mina lądowa, zakopana w ziemi, wybuchająca pod wpływem nacisku lub przez zdalne odpalenie, wykonana z materiałów zastępczych, jak saperskie materiały wybuchowe, pociski artyleryjskie, bomby lotnicze, głowice torpedowe, granaty, różne niewybuchy lub niewypały itp.
W XVIII wieku specyficzny typ fugasu został wymyślony i zbudowany na Malcie przez inżynierów zakonu maltańskiego. W litej skale, pod kątem około 45 stopni, były wycięte lejowate tunele o głębokości 2-3 metrów. Na ich spodzie składano ładunek prochu, w który był wkładany długi lont, wyprowadzony na powierzchnię. Następnie lej fugasu był wypełniany kamieniami. Fugasy miały służyć jako "działa", które miały być użyte w przypadku inwazji wrogów na wyspę. Pierwszą próbę ogniową przeprowadzono 28 września 1740 roku. Nadzorował ją inżynier wojskowy zakonu, Francesco Marandona.
Istnieją również fugasy zapalające (ogniowe), prymitywne, tworzone z granatów ręcznych i beczek z benzyną, oraz bardziej profesjonalne, będące miotaczami ognia jednorazowego użytku, a także fugasy odłamkowe (w najprostszym przypadku będące minami przysypanymi kamieniami), chemiczne itp.
Od kilku lat, głównie w doniesieniach medialnych, wyraz „fugas” jest zastępowany określeniem „mina-pułapka” lub angielskim akronimem IED (improwizowane urządzenie wybuchowe), ang. Improvised Explosive Device). W żargonie żołnierskim funkcjonuje także określenie „ajdik”, będące spolszczeniem akronimu IED.